# Glottiphyllum grandiflorum
Glottiphyllum grandiflorum és una espècie de planta suculenta que pertany a la família de les aïzoàcies (Aizoaceae).

## Descripció
Glottiphyllum difforme és una suculenta perennifòlia de fins a 20 cm. Les seves fulles són verdes, suculentes. Les seves flors són grogues i amb molts pètals.

## Distribució i hàbitat
Glottiphyllum grandiflorum és endèmica a la província sud-africana del Cap Oriental.
En el seu hàbitat creix principalment al bioma subtropical, entre els 200 i els 890 m.

## Taxonomia
Glottiphyllum grandiflorum va ser descrita per N.E.Br. i publicat a Gard. Chron., ser. 3, 70: 327, a l'sny 1921.
Etimologia
Glottiphyllum: nom genèric que prové del grec "γλωττίς" (glotis = llengua) i "φύλλον" (phyllos =fulla).
grandiflorum: epítet llatí que significa "de grans florides".
Sinonimia
- Glottiphyllum lombergii N.E.Br.
- Mesembryanthemum grandiflorum Haw.
- Mesembryanthemum linguiforme var. grandiflorum (Haw.) A.Berger[2]